# Област Кабато
Област Кабато (јап. 樺戸郡) Kabato-gun се налази у субпрефектурама Сорачи, Хокаидо, Јапан. 
2004. године, у области Кабато живело је 14.944 становника и густину насељености од 19,99 становника по км². Укупна површина је 747,75 км².

## Вароши и села
- Шинтоцукава
- Цукигата
- Ураусу